# Corrente parziale
In elettrochimica, la corrente parziale identifica il contributo corrente elettrica associato ad una singola reazione di elettrodo (anodica o catodica).
A seconda della particolare reazione di elettrodo alla quale si fa riferimento, si definiscono due tipi di corrente parziale:
- corrente parziale catodica Ic (o più semplicemente corrente catodica): è associata al flusso di elettroni dalla superficie del catodo al bulk dell'elettrolita;
- corrente parziale anodica Ia (o più semplicemente corrente anodica): è associata al flusso di elettroni dal bulk dell'elettrolita alla superficie dell'anodo.

Le densità di corrente parziali (ic e ia) si definiscono come il rapporto tra le correnti parziali e le aree delle superfici degli elettrodi (Ac e Aa):
ic = Ic/Ac
ia = Ia/Aa
La somma della densità di corrente parziale catodica (positiva) e della densità di corrente parziale anodica (negativa) è pari alla densità di corrente netta i:
i = ic + ia
Nel caso in cui la densità di corrente parziale catodica e la densità di corrente parziale anodica siano uguali (ad esempio durante un processo corrosionistico), si raggiunge l'equilibrio all'interno della cella elettrochimica e il valore della densità di corrente netta è pari a zero:
ieq = ic,eq + ia,eq = 0